# エリザベート・ブラントルシュ
エリザベート・ブラントルシュ（Elisabeth Blanctorche）は、SNKの対戦型格闘ゲーム『ザ・キング・オブ・ファイターズ』シリーズに登場する架空の人物。

## 概要
『ザ・キング・オブ・ファイターズ』（以下『KOF』と表記）の第11作目である『KOF XI』（以下『XI』と表記）で初登場した女性キャラクター。
「光拳術」という光を攻撃に織り交ぜた武術を自在に操る、ブラントルシュ家の末裔。家の伝統をも引き継いでいるせいか、21世紀になっても移動に車ではなく馬を用いている。戦いの時も乗馬鞭を常備。高貴な家柄の生まれから、性格は非常に生真面目かつ高飛車で、プライドが高い。
青っぽい黒髪を短めに整え、凛とした雰囲気の女性。馬術競技用の乗馬服を思わせるパンツスタイルの衣装を着用している。
『KOF2003』より存在が明らかになった「遙けし彼の地より出ずる者たち」と相対する関係にあり、何らかの使命を持っている。 アッシュ・クリムゾンもその一人だった。オロチを封印した三種の神器（草薙京・神楽ちづる・八神庵）の存在を知っている。
幼馴染みであるアッシュからは「ベティ」と呼ばれる。幼い頃は仲が良かった模様だが『XI』のエンディングにて、アッシュが完全に自分達と決別した事を悟り、決意を新たにする。
『KOF XII』（以下『XII』と表記）では若干の衣装変更がなされている。『XI』ではジャケットの前面上部が大きく開き、その下のビスチェや胸元の肌が見えるデザインになっていたが、『XII』以降はデザインが変更され肌の露出が大きく減った。また、『XI』ではジャケットが白、首元のクラバットやボトムが暗い紫色だったが、『XII』以降は青のジャケットに白いクラバットとボトムの組み合わせに変更されている。ジャケットは、色違いになった袖の折り返し部分に翼を思わせる紋章（『XI』では白、『XII』以降は金色）が刻まれている。
『KOF XIII』（以下『XIII』と表記）では二階堂紅丸の代わりにシェン・ウーをチームメイトに入れている。アッシュの真意を知り連れ戻すために参加したが、アッシュ消滅と共にその願いは叶わなかった。しかしアッシュが消えた後でも彼のことを覚えており、エリザベートチームのエンディングのラストでアッシュの形見であるカチューシャを手に涙を流していた。
『KOF XIV』（以下『XIV』と表記）のオフィシャル招待チームのエンディングで、ククリの情報提供によって、アッシュがバースに魂を吸収されていたことが判明し、さらに眠りについたまま肉体と魂が復活しているのを目撃する。
復活したアッシュと共にククリに恩義に報いるため、『KOF XV』（以下『XV』と表記）ではアッシュチームのメンバーとして参戦する。

## キャラクター背景
業務用『XII』の出場が確定していたと思われたが不参加となっている。その理由は、同作のキャラクターは「原点回帰」のコンセプトに沿った選抜のため、その際にどうしても参戦させる事が出来なかったからだという。しかしながら家庭用『XII』で登場する事となった。
家庭用『KOF XII』の開発にあたり、開発チーム内からエリザベートの光の攻撃を物っぽく見えないようにしたいという話が上がる。家庭用『KOF XII』ディレクターを務めた秦泉寺が公式インタビューの中で語ったところによると、当初アートディレクターは相手とエリザベートが光で照らされる表現に限定しようとしていたという。だが、出来上がったエフェクトは絵としてパンチが弱く寂しい仕上がりとなったため、通常投げの採用にとどまった。
その後、きらめきなど属性を感じさせるようなディティールを用いないという方針をとり、目に残るまぶしさを表現すべくエフェクトの継続時間も他のエフェクトよりも長めにした。

## 技の解説

### 通常投げ
マニエール
掴んだ相手を乗馬鞭で前方に弾き飛ばす。
トゥシエ
掴んだ相手を光で前方に弾き飛ばす。

### 特殊技
フェイデリテ
手の甲で平手打ち。
フィエルラ
乗馬鞭の柄で攻撃。
アン・クー・ドゥ・ピエ
上段足刀。

### 必殺技
エタンセル
矢のような光の束を放つ技。『XIII』では腕を振り上げ光を発生させる技に変化。
クー・ド・ヴァン
姿勢を低くして滑るように相手に突進し、『XI』ではアッパー、『XIII』では伸び上がりながらの掌底で相手を打ち上げる技。打ち上げた後は追撃が可能。
プラティーヌ・ミラージュ
光の帯を出現させ、相手が攻撃すると一瞬で背後に回る当て身投げ。『XI』でのみ使用。
レヴェリー・スエテ
レヴェリー・プリエ
レヴェリー・ジュレ（『XIII』では「‐・ジェレ」）
上3つはカウンター技で、成功すると「‐・スエテ」は相手の背後に回り込み、「‐・プリエ」は後方にワープし、「‐・ジュレ」はその場で避け動作を取る。また『XIII』では前2者はそれぞれ前後への移動、「‐・ジェレ」は旧作の「‐・スエテ」の動作となっている。
ミストラル
相手を掴み、光の衝撃波で吹き飛ばす技。

### 超必殺技
シエル・エトワレ
掴んだ相手を空中に浮かせ、光を炸裂させる投げ技。
グラン・ラファール
『XI』では「クー・ド・ヴァン」、『XIII』では「ミストラル」の強化版。
アッパーがヒットすると光の柱で打ち上げて飛び上がり、『XI』では乗馬鞭ではたき落とし、『XIII』では手から光を発生させて攻撃する。
ノーブル・ブラン
リーダー超必殺技。拳に宿った光を前方で弾けさせる技。攻撃範囲が広く『XI』では34ヒットもするため、削りに適している。
『XII』以降では通常の超必殺技で、10ヒットと控えめになっている。EX版では光が少し前方に飛ぶようになる。
エトワール・フィラント
NEO MAX超必殺技。攻撃を受けると、腕を頭上で交差させ画面全体を光で覆い尽くす、19ヒットする当て身投げ。MAXキャンセルで繰り出すと打撃技に変化し、直接全体攻撃を繰り出す。

## 担当声優
- 大島加代子（『XI』から『XIII』まで）
- 伊藤静（『ALLSTAR』[3]、『XV』[1]）

## 関連人物
- アッシュ・クリムゾン - 幼馴染み、元・同僚, 『KOF XV』でのチームメイト
- デュオロン - チームメイト
- 二階堂紅丸 - 『KOF XI』でのチームメイト
- シェン・ウー - 『KOF XIII』でのチームメイト
- ククリ - 『KOF XIV』における自分の代理, 『KOF XV』でのチームメイト
- 斎祀 - 敵対関係
- 七枷社 - オロチ八傑集四天王、敵対関係?
- シェルミー - オロチ八傑集四天王、敵対関係?
- クリス - オロチ八傑集四天王、敵対関係?